# Kierre Beckles
Kierre Beckles, född 21 maj 1990, är en friidrottare från Barbados. Hon deltog vid olympiska sommarspelen 2016.